# Resident Evil 3 (videoigra 2020.)
Resident Evil 3 Remake je horor videoigra preživljavanja iz 2020. godine koju je razvio i objavio Capcom. Remake istoimene igre iz 1999. godine, objavljena je za Windows, PlayStation 4 i Xbox One 3. travnja 2020. Igrica prati bivšu elitnu agenticu Jill Valentine i plaćenika Carlosa Oliveiru dok pokušavaju pronaći cjepivo i pobjeći iz Raccoona City-a koji je zaražen virusnim BIO oružjem. Igra se iz perspektive trećeg lica preko ramena i zahtijeva da igrač rješava zagonetke i pobjeđuje mnoštvo čudovišta dok ga progoni stvorenje zvano Nemesis.
Većina Resident Evil 3 razvijena je istovremeno s remakeom  Resident Evil 2 Remake iz 2019. godine, a obje igre rade na Capcomovom vlasništvu RE Engine. Iako se u igri nalazi ista premisa kao i u originalu, mnogi su dijelovi preuređeni u korist usmjerenije priče. Kako bi počastili pristup originalnije usmjeren na akciju, programeri su prenovili brzinu kretanja i animacije iz remakea Resident Evil 2 i dodali mogućnost igračima da izbjegavaju dolazne napade. Budući da su neke značajke iz originalne igre izuzete, zasebna mrežna igra za više igrača, Resident Evil: Resistance, u paketu je s Resident Evil 3.
Resident Evil 3 Remake dobio je općenito povoljne kritike kritičara, koji su istakli njegovu uvjerljivu pripovijest, napetu atmosferu i grafiku. Kritika je prvenstveno bila usmjerena na kratku duljinu igre i nedostajuće značajke iz originala. Veći naglasak igre na akciju iz trenutka u trenutak i scenarističke sekvence također je razočarao neke kritičare. Resident Evil 3 nominiran je za najbolji audio dizajn na The Game Awards 2020. Prema Capcomu, igra se prodavala relativno dobro i u skladu s njihovim očekivanjima. 

## Igra
Resident Evil 3 je horor videoigra preživljavanja koja se igra iz perspektive trećeg lica preko ramena. Iako igrač kontrolira glavnu junakinju Jill Valentine kroz veći dio igre, određeni dijelovi od igrača zahtijevaju da na kraći period kontrolira sporednog lika Carlosa Oliveiru. Igrač mora istražiti okoliš kako bi otvorio vrata, popeo se ljestvama i pokupio predmete. Kada se predmet sakupi, pohranjuje se u inventar kojem se može pristupiti u bilo kojem trenutku. Predmeti u inventaru mogu se koristiti, pregledavati i kombinirati za rješavanje zagonetki i dobivanje pristupa područjima koja su prethodno bila nepristupačna. Igrač također može pokupiti mape kako bi otkrio neistražene odjeljke u automatizaciji igre, što pokazuje trenutnu poziciju igrača i pokazuje ima li područja još predmeta za prikupljanje. Cutscenes s povremenim brzim događajima pojavljuju se u redovitim intervalima kako bi se priča unaprijedila.
Kako igrač napreduje tijekom igre, mnoštvo računalno upravljanih čudovišta pokušat će ometati njegov napredak. Igrač može nabaviti i koristiti više oružja, uključujući borbene noževe, vatreno oružje i granate. Neka oružja mogu se prilagoditi dodatnim dijelovima radi poboljšanja njihovih performansi. Stvorenje zvano Nemesis glavni je antagonist igre i progoni igrača u ključnim trenucima. Postepeno mutira u agresivnije forme dok ga igrač poražava tijekom nekoliko susreta. Igrač ima određenu količinu zdravlja koja se smanjuje kad Jill ili Carlos naprave štetu. U postavkama većih poteškoća, streljiva i predmeta za oporavak zdravlja su rijetki, a obično se potiče prolazak protivnika bez ubijanja. Jill ima sposobnost izbjegavanja dolaznih napada iz neposredne blizine, dok Carlos može izvoditi napade iz blizine kako bi teturao protivnike. Ako Jill ili Carlos umru, igrač mora ponovno započeti igru od zadnjeg mjesta za spremanje.
Jednom kada igrač dovrši igru na najvišoj postavci poteškoće, mogu se otključati dva dodatna načina težine. One onemogućuju automatsko spremanje, čine protivnike težim za poraz, mijenjaju određene susrete i preuređuju lokacije predmeta. Uz to, po završetku igre, trgovina glavnim predmetima otključava se u glavnom izborniku igre, što omogućava igraču da troši bodove na prednosti u igri, poput predmeta koji pojačavaju ozdravljenje i štetu igrača, kao i potpuno novo oružje. Bodovi se donose ispunjavanjem brojnih izazova, od pronalaska svih nadogradnji oružja do uništavanja skrivenih vrtoglavica poznatih kao Charlie lutke. Otključavanje predmeta je ključno za dovršavanje najizazovnijih načina težine.

## Radnja
28. rujna 1998., 24 sata prije događaja Resident Evil 2, većina građana Raccoon Cityja mutirala je kao rezultat izbijanja T-virusa, mutagenog virusa koji je potajno razvila farmaceutska tvrtka Umbrella. Jill Valentine, bivšu pripadnicu Službe za posebnu taktiku i spašavanje policije rakuna (S.T.A.R.S.), u njezinom je stanu napala inteligentno bio oružje poznato kao Nemesis-T Type, koje je Umbrella programirala da utiša preživjelu S.T.A.R.S. članova. Kratko u pratnji kolege S.T.A.R.S. policajac Brad Vickers prije nego što su ga zombiji ubili, Jill izbjegava Nemesisa prije nego što ga je spasio plaćenik Umbrella Biohazard Countermeasure Service (U.B.C.S.) Carlos Oliveira. Carlos objašnjava da su on i njegova skupina preživjelih U.B.C.S. plaćenici - Mikhail Victor, Tyrell Patrick i Nicholai Ginovaef - postavili su vlakove podzemne željeznice za evakuaciju civila iz grada. Jill im pomaže da ponovno aktiviraju električnu energiju u podzemnoj željeznici, a zatim kreću vlakom s Nicholaijem i Mihailom, dok Carlos i Tyrell ostaju iza kako bi pronašli dr. Nathaniela Barda, krovnog znanstvenika koji je možda razvio cjepivo za T-virus.
Nakon što Mihail izrazi sumnju prema Nicholaiu kako su njihov vod upali u zasjedu zombija, Nemesis napada vlak i ubija civile. Nicholai tada zaključava Jill i Mihaila, a potonji se žrtvuje aktivirajući eksploziv koji iskoči iz vlaka. U međuvremenu, došavši do policijske uprave s idejom da je Bard u S.T.A.R.S. Carlos i Tyrell saznaju da se znanstvenik sklonio u bolnicu. Tada Carlos kontaktira Jill jer je preživjela nesreću dok je za njom progonila mutirajuća Nemesis. Uspijeva pobjeći Nemesisu, da bi izgubila svijest nakon što ju je čudovište zarazilo T-virusom. Carlos pronalazi Jill pola dana kasnije i odvodi je u bolnicu, pronalazeći Barda ubijenog zajedno sa znanstvenim video zapisom koji otkriva da Umbrellina uprava briše cjepiva i sve dokaze koji povezuju tvrtku s T-virusom. Nakon što Carlos preuzme Bardovo cjepivo i primijeni ga Jill, Tyrell otkrije da američka vlada planira uništiti Raccoon City raketnim udarom kako bi iskorijenila zarazu T-virusom. Carlos putuje u laboratorij ispod bolnice kako bi pronašao još cjepiva, dok Tyrell pokušava kontaktirati koga god može kako bi spriječio raketni udar.
Jill se budi na dan raketnog udara, 1. listopada, i progoni Carlosa do laboratorija. Tada je Tyrell obavještava da američka vlada neće lansirati rakete ako uspiju donijeti cjepivo iz laboratorija u roku od nekoliko sati. Iako Nemesis ubrzo nakon toga ubija Tyrella, Jill uspijeva sintetizirati cjepivo. Također saznaje da je Nicholai nadzornik angažiran od strane nepoznatog dobavljača da sabotira Umbrelline napore da sakrije njihovo sudjelovanje prikupljajući borbene podatke o bio oružju tvrtke, uključujući Nemesis. Susret s Nemesisom potiče Nicholai da preuzme cjepivo od Jill dok je ostavlja da se bori protiv čudovišta. Jill eliminira Nemesis željeznicom, a zatim se sastaje s Nicholaiem na heliodromu. Nicholai uništava cjepivo, priznajući da sudbina grada nije važna sve dok mu se plaća za sabotiranje Kišobrana. Carlos intervenira i sputava Nicholaija, potičući Jill da puca i ozlijedi ga. Zgađena njegovom pohlepom, Jill pobježe iz grada s Carlosom helikopterom, ostavljajući Nicholaija iza sebe. Kako je grad razaran raketnim udarom, Jill se zavjetovala da će pod svaku cijenu skinuti Umbrellu.